# Garbik złoty
Garbik złoty (Amblyglyphidodon aureus) – gatunek ryby morskiej z rodziny garbikowatych (Pomacentridae).

## Występowanie i biotop
Występuje w tropikalnych wodach wschodniego Oceanu Indyjskiego oraz zachodniego Oceanu Spokojnego, na głębokości od 3 do 45 m. Żyje na zewnętrznych, stromych zboczach rafy koralowej o silnym prądzie.

## Morfologia

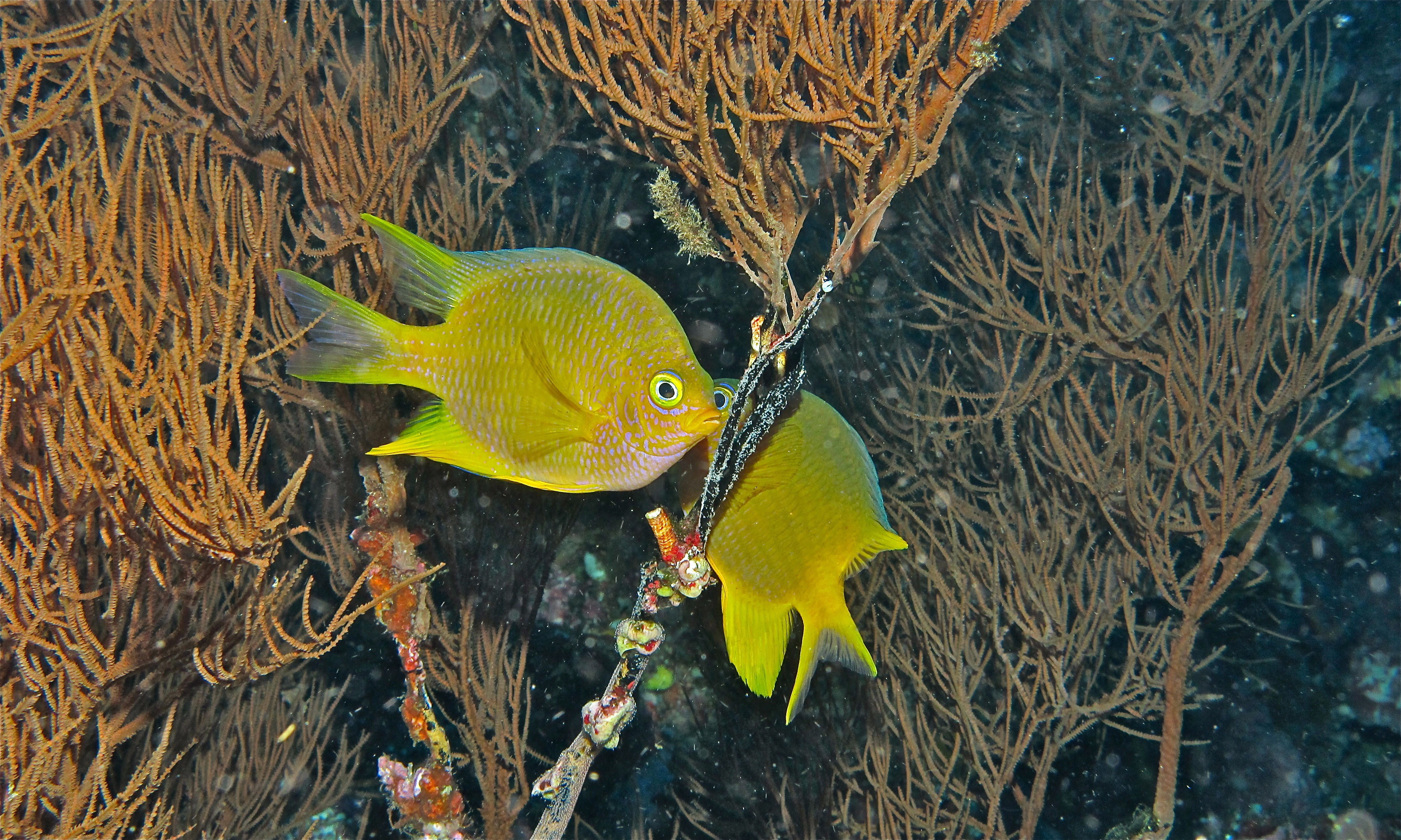
Garbiki złote wśród koralowców

Osiąga długość 10 cm. Ubarwienie złoto-żółte z małymi niebieskimi lub purpurowymi nakropieniami na głowie i brzuchu. Ciało okrągłe, bocznie spłaszczone. Płetwa grzbietowa i odbytowa o szerokiej podstawie zwężająca się ku tyłowi (płetwy mogą mieć czasem błękitny odcień). 

## Ekologia i zachowanie
Jajorodny. Samica składa jaja na powierzchni koralowców i ich rozgałęzieniach, gdzie są zapładniane i strzeżone do wylęgu przez samca. Młode żyją w ławicach, ukrywając się wśród polipów koralowców. Odżywiają się małymi zwierzętami zooplanktonu blisko dna rafy. 